# Fluensulfon
Fluensulfon ist ein synthetisches Nematizid. Es wurde 2001 in Japan von Nihon Bayer erstmals beschrieben und 2014 auf den Markt gebracht.

## Darstellung
4-Brom-1,1,2-trifluorbut-1-en wird mit 2-Mercaptothiazol zum Thiazolyl-trifluorbutensulfanyl-Zwischenprodukt umgesetzt, welches anschließend regioselektiv am Thiazolring mithilfe von N-Chlorsuccinimid chloriert wird. Das Produkt wird dann mit Kaliumperoxomonosulfat zum Fluensulfon oxidiert.

## Eigenschaften
Fluensulfon ist ein weißer, feinkristalliner Feststoff mit einem charakteristischen Geruch. Der Schmelzpunkt liegt bei 34,8 °C und bei weiterem Erhitzen zersetzt es sich, bevor es schmilzt. Im Boden baut es sich mit einer Halbwertszeit von 11–22 Tagen relativ schnell ab, sodass das Risiko, dass es ins Grundwasser gelangen kann gering ist. Fluensulfon ist hydrolysestabil, baut sich aber im Licht schnell ab mit einer Halbwertszeit von einem Tag.

## Wirkungsweise
Fluensulfon ist ein Nematizid mit systemischer Aktivität und ein schnell wirkendes Kontaktgift. Studien mit dem Fadenwurm Caenorhabditis elegans zeigten, dass es die Entwicklung von Larven (unter anderem durch Einstellung der Fütterung), das Legen der Eier, das Schlüpfen der Larven und die Fortbewegung der Nematoden beeinträchtigt. Zudem konnte nachgewiesen werden, dass die Wirkung nicht wie bei anderen Nematiziden wie Aldicarb auf der Störung der Acetylcholinesterase beruht, sondern dass ein neuer, bisher noch unbekannter Wirkmechanismus vorliegt. Laut einer Hypothese könnte die Wirkung durch die Beeinflussung des Enzyms Acyl-CoA-Dehydrogenase hervorgerufen werden, welches für den Lipidstoffwechsel der Nematoden wichtig ist. Bei Insekten konnte festgestellt werden, dass Difluoralkenyl-Derivate die β-Oxidation von Fettsäuren in den Mitochondrien beeinträchtigt.

## Verwendung
Fluensulfon wird zur Behandlung des Bodens vor der Pflanzung sowohl im Ackerbau als auch in Gewächshäusern verwendet. Dabei wird es vor allem gegen Wurzelnematoden verwendet. Zu den Pflanzen, für die es verwendet wird, zählen früchtetragende Gemüsepflanzen (Tomaten, Okra, Auberginen), Kürbisgewächse, Kohl- und Blattgemüse sowie niedrig wachsende Beeren (auch Erdbeeren). Im Handel ist es als emulgierbares Konzentrat erhältlich, das entweder gesprüht oder tröpfchenweise in die Erde gebracht werden kann.

## Toxikologie
Fluensulfon kann Haut und Augen reizen und wirkt hautsensitivierend. In Tierversuchen konnten keine neurotoxischen oder genotoxischen Wirkungen festgestellt werden. Die WHO gibt einen ADI von 0,01 mg/kg Körpergewicht pro Tag und eine Akute Referenzdosis von 0,3 mg/kg Körpergewich pro Tag an.
Auf Nichtzielorganismen wirkt Fluensulfon weniger toxisch als andere Nematizide. So ist es beispielsweise nur wenig toxisch für Bienen und Hummeln. Zudem ist es wenig persistent im Boden, sodass Fluensulfon im Hinblick auf gängige Nematizide wie beispielsweise Aldicarb relativ geringe negative Auswirkungen auf die Umwelt hat.

## Analytik
Der zuverlässige Nachweis sowie die Quantifizierung von Fluensulfon kann mittels gaschromatographischer Methoden erfolgen. Zur besseren Identifizierung kann zusätzlich ein Massenspektrometer als Detektor verwendet werden.

## Zulassung
In der Europäischen Union und der Schweiz sind keine Pflanzenschutzmittel mit dem Wirkstoff Fluensulfon zugelassen. In den Vereinigten Staaten wird es seit 2016 angewandt. Im Handel ist es dort unter anderem im Pflanzenschutzmittel Nimitz der Firma Adama.